# ماریکوپا کولونی (آریزونا)
ماریکوپا کولونی (به انگلیسی: Maricopa Colony) یک منطقهٔ مسکونی در ایالات متحده آمریکا است که در شهرستان مریکوپا، آریزونا واقع شده‌است. ماریکوپا کولونی ۱۴٫۲۱ کیلومتر مربع مساحت و ۴۳٬۴۸۲ نفر جمعیت دارد.